# Зимові юнацькі Олімпійські ігри 2024
IV зимові юнацькі Олімпійські ігри тривали з 19 січня по 1 лютого 2024 року у Канвоні. Більшість об'єктів уже використовували для проведення зимових Олімпійських ігор 2018. Приймаюче місто обрано 10 січня 2020 року в Лозанні.

## Потенційні заявки
- Канвон, Південна Корея

### Колишні невитримані заявки
- Софія, Болгарія
- Брашов, Румунія
- Ушуая, Аргентина
- Харбін, Китай

## Україна на іграх
Українська юнацька збірна на Іграх була представлена 44 спортсменами (24 хлопці, 20 дівчат) у 12 видах спорту. Скелетоніст Ярослав Лавренюк завоював срібну медаль, а Поліна Пуцко — бронзову в біатлоні.